# 2069
2069 (ММLXIX) e обикновена година, започваща във вторник според Григорианския календар. Тя е 2069-ата година от новата ера, шестдесет и деветата от третото хилядолетие и десетата от 2060-те.